# Toreguene Catum
Toreguene Catum (Töregene Khatun; m. 1246) foi grã catum e regente do Império Mongol , com a morte de seu marido Oguedai Cã em 1241 até a eleição de seu filho mais velho Guiuque Cã em 1246.

## Informação de fundo
Nascida no territórios dos naimãs, Toreguene foi dada primeiramente como esposa a Cudu, o nobre do clã merquita. Mas Raxidadim de Hamadã nomeou seu primeiro marido como Dair Usum dos merquites.  Quando Gêngis conquistou os merquites em 1204, ele deu Toreguene para Oguedai Cã como sua segunda esposa. Enquanto a primeira esposa de Oguedai não tinha filhos, Toreguene deu a luz a cinco filhos.
Ela eclipsa todas as esposas de Oguedai e aumenta gradualmente a sua influência entre os oficiais de justiça. Mas Toreguene ainda se ressentia dos funcionários de Oguedai e da política de centralizar a administração e reduzindo os encargos fiscais. Toreguene patrocinou a reimpressão do cânon Taoísta no Norte da China. Através da influência de Toreguene, Oguedai nomeado Abderramão, como o imposto de agricultor na China.

## Grã Catum do Império Mongol
Logo após a morte de Oguedai em 1241, primeiramente, o poder passou para as mãos de Moqe, uma das esposas de Gêngis Cã, que Oguedai herdara. Com o apoio de Chagatai e seus filhos, Toreguene assumiu por completo o poder como regente, na primavera de 1242 como "Grã Catum" e demitiu os ministros de seu falecido marido e substituiu-os com os seus próprio, a mais importante dos quais era outra mulher, Fátima, uma tajique ou persa cativa da campanha do Oriente Médio. Ela era xiita que foi deportada santuário Xiita de Mexede para a Mongólia.
Ela tentou prender diversos de Oguedai principais funcionários. O chefe da secretaria de seu marido, Chincai, e o administrador, Mamude Ialavaque, que fugiu para seu filho Codém no Norte da China , enquanto o administrador turquestano Maçude Begue fugiu para Batu Cã, na Rússia. No Irão, Toreguene ordenou Corguz ser preso e entregue à viúva de Chagatai, a quem ele havia desafiado. O cã chagatai, Cara Hulegu o executou. Toreguene nomeou Arum Aca dos oirates como governador , na Pérsia.
Ela colocou Abd-ur-Rahman, encarregado da administração geral, no Norte da China e Fátima tornou-se ainda mais poderoso em Mongol tribunal. Estas ações levaram o Mongol aristocratas em um frenesi de exorbitantes exigências para a receita.

## Guiuque da coroação
Ela estava no exercício do poder em uma sociedade que tradicionalmente foi conduzida apenas por homens. Ela conseguiu conciliar os vários poderes em disputa dentro do império, e mesmo dentro de uma família de descendentes de Gêngis Cã, ao longo de um período de 5 anos em que ela não só governou o império, mas definiu o cenário para a ascensão do seu filho Guiuque como grão-cã. Durante Toreguene reinado, dignitários estrangeiros chegaram a partir do mais distantes cantos do império, a sua capital em Caracórum, ou para seu acampamento imperial nômade. O sultão seljúcida  veio da Turquia — como fizeram os representantes do Califado Abássida em Bagdá. Assim como dois pretendentes ao trono da Geórgia: Davi Ulu, o filho ilegítimo do falecido rei, e Davi Narim, o legítimo filho do mesmo rei. O mais alto delegado do escalão europeu foi o pai de Alexandre I, o grão-príncipe Jaroslau II, que morreu de forma suspeita logo depois de jantar com Toreguene Catum.